# Зуєв Віктор Валерійович
Віктор Валерійович Зуєв (біл. Віктар Валер’евіч Зуеў, нар. 22 травня 1983, Вітебськ, БРСР, СРСР) — білоруський боксер, срібний призер Олімпійських ігор 2004 року, призер чемпіонатів світу та Європи.

## Любительська кар'єра

### Олімпійські ігри 2004
- 1/8 фіналу: Переміг Даніеля Бетті (Італія) - RSC
- 1/4 фіналу: Переміг Девіна Варгаса (США) - PTS (36-27)
- Півфінал: Переміг Мохамеда Ельсаеда (Єгипет) - WO
- Фінал: Програв Одланьєру Солісу (Куба) - PTS (13-22)

### Олімпійські ігри 2008
- 1/8 фіналу: Програв Клементе Руссо (Італія) - PTS (1-7)